# Uncinocythere
Uncinocythere är ett släkte av kräftdjur. Uncinocythere ingår i familjen Entocytheridae.
Kladogram enligt Catalogue of Life: